# Marek Charzewski
Marek Charzewski (ur. 4 stycznia 1968 w Lipnie) – polski nauczyciel, polityk, samorządowiec, od 2014 burmistrz Malborka.

## Życiorys
Ukończył technikum mechaniczne w Lipnie, a później studia w Akademii Techniczno-Rolniczej w Bydgoszczy (rolnictwo), na Uniwersytecie Kazimierza Wielkiego w Bydgoszczy (biologię), w Państwowej Wyższej Szkole Zawodowej w Elblągu (zarządzanie oświatą) oraz w elbląskiej filii Szkoły Wyższej im. Bogdana Jańskiego (edukację dla bezpieczeństwa). W latach 1994–2014 był nauczycielem biologii w malborskich szkołach, pod koniec tego okresu kierując malborskim oddziałem Związku Nauczycielstwa Polskiego.
Działał w Sojuszu Lewicy Demokratycznej, od 2004 stał na czele jego malborskich struktur. W latach 2002–2010 był radnym powiatu malborskiego, a od 2010 do 2014 radnym miasta Malbork. W 2014 został wybrany na burmistrza Malborka. W I turze otrzymał 29,56% głosów, a w II turze 60,32%, pokonując dotychczasowego włodarza Andrzeja Rychłowskiego z PO. Po wyborach zawiesił członkostwo w SLD. W 2018 jako bezpartyjny uzyskał reelekcję, startując z własnego komitetu. Zwyciężył w I turze, otrzymując 55,92% głosów. W 2024 ponownie wystartował z własnego komitetu na stanowisko burmistrza, uzyskując 39,86% głosów w I turze i 52,88% głosów w II turze, w której pokonał przewodniczącego rady miasta Pawła Dziwosza.
W listopadzie 2019 powołany przez Ministra Kultury i Dziedzictwa Narodowego na członka Rady Muzeum przy Muzeum Zamkowym w Malborku. W październiku 2023 roku powołany na kolejną czteroletnią kadencję 2023–2027. W styczniu 2023 został członkiem Komitetu Monitorującego Fundusze Europejskie dla Pomorza 2021–2027.
Uczestniczył w mistrzostwach Polski i Europy w wyścigach smoczych łodzi. Jest honorowym krwiodawcą i działaczem Polskiego Czerwonego Krzyża. W 2021 został odznaczony przez ministra zdrowia odznaką „Honorowy Dawca Krwi – Zasłużony dla Zdrowia Narodu”. W 2018 Markowi Charzewskiemu został nadany tytuł honorowy Przyjaciela Chorągwi Gdańskiej Związku Harcerstwa Polskiego, a także nagroda Orzeł Samorządu w kategorii najlepszy burmistrz Pomorza. W 2022 otrzymał nagrodę marszałka województwa pomorskiego Pomorskie dla Seniorów w kategorii „Przyjaciel Seniorów”. We wrześniu tego samego roku otrzymał złotą odznakę „Zasłużony dla Krajowej Administracji Skarbowej”.

## Życie prywatne
Syn Daniela (zm. 2017) i Jadwigi. Pochodzi z Kikoła. Ma siostrę oraz syna.